# Chimarra szunyoghyi
Chimarra szunyoghyi är en nattsländeart som beskrevs av Olah 1986. Chimarra szunyoghyi ingår i släktet Chimarra och familjen stengömmenattsländor. Inga underarter finns listade i Catalogue of Life.